# Mikroskopia z detekcją fazy
Mikroskopia z detekcją fazy (z ang. PDM – Phase Detection Microscopy) – technika mikroskopu typu SPM wykrywająca przesunięcie fazowe. Służy do obrazowania właściwości powierzchni takich jak tarcie, adhezja, sprężystość. Dźwigienka z sondą skanującą wprawiana jest w drgania, mierzy się opóźnienie fazowe między sygnałem wprawiającym dźwigienkę w drgania a sygnałem wracającym od dźwigienki.